# Katie Hayward
Katie Hayward, född 23 juli 2000, är en australisk friidrottare. Hon deltog vid olympiska sommarspelen 2020.